# José António da Rocha Beleza Ferraz
José António da Rocha Beleza Ferraz ComC • OA • ComA • GOA • GCA (9 de Setembro de 1901 − ?) foi um General português.

## Biografia
Capitão, foi promovido a General do Exército e tornou-se o 4.º Chefe do Estado-Maior-General das Forças Armadas de Portugal de 22 de Agosto de 1958 a 12 de Abril de 1961.

### Condecorações[2]
- Oficial da Ordem Militar de São Bento de Avis de Portugal (10 de Dezembro de 1940)
- Comendador da Ordem Militar de Nosso Senhor Jesus Cristo de Portugal (26 de Fevereiro de 1947)
- Comendador da Ordem Militar de São Bento de Avis de Portugal (11 de Dezembro de 1946)
- Grande-Oficial da Ordem Militar de São Bento de Avis de Portugal (29 de Setembro de 1951)
- Grã-Cruz da Ordem Militar de São Bento de Avis de Portugal (4 de Dezembro de 1958)